# Jamie Hyneman
James Franklin (Jamie) Hyneman (Marshall (Michigan), 25 september 1956) is een Amerikaanse ondernemer en televisiepresentator.

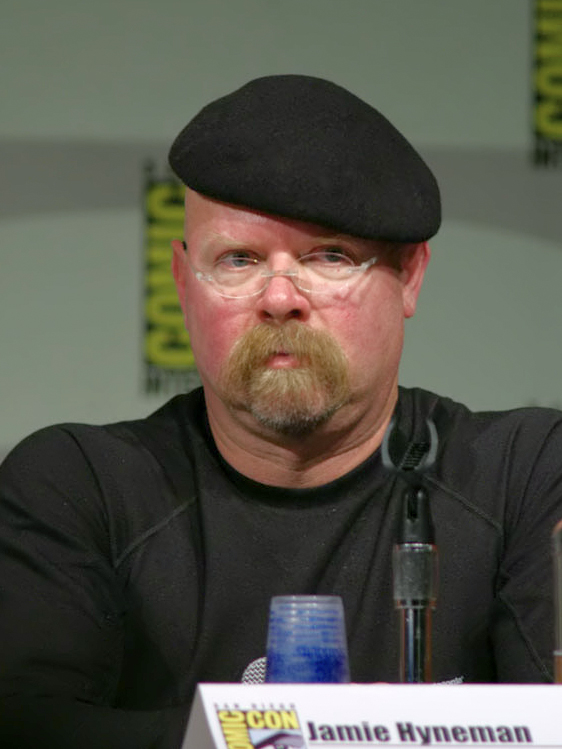
Hyneman op de San Diego Comic-Con 2010.

Hij is de eigenaar van het bedrijf M5 Industries, gespecialiseerd in het maken van effecten voor films en reclames. In de Verenigde Staten heeft hij onder andere een speciale 7Up-automaat en een speciale schoen voor Nike ontwikkeld. Ook verzorgde hij de meeste effecten in de film Top Gun. Hyneman is vooral bekend van het televisieprogramma MythBusters, waarin populaire mythen worden getest op hun geloofwaardigheid.

## Levensloop
Hyneman groeide op in Indiana. Hij studeerde Russisch en heeft een tijd gewerkt als wildernisexpert, dierentrainer, duiker, kapitein, metaalbewerker, dierenwinkelhouder, aardbeienplukker, betoninspecteur en kok. Hij woonde jarenlang in het Caraïbisch gebied en werkte er als duiker en kapitein. Na een aantal jaren besloot hij te verhuizen naar San Francisco om daar in de special effects-industrie te gaan werken. Later richtte hij een special effects-bedrijf op, genaamd M5 Industries. Hij maakte daar speelgoedprototypes en robots voor bedrijven. Ook werd hij toen benaderd om mee te werken aan het programma MythBusters, waarin zijn eigen bedrijf centraal staat. Ze vonden Hyneman doordat hij een succesvolle deelnemer was aan BattleBots, het alternatief voor Robot Wars in de VS (dat een tijd onderwerp van juridische strijd was), met zijn destructieve robot Blendo.
In zijn loopbaan als special effects-specialist werkte hij onder andere mee aan films als Top Gun, twee delen van The Matrix en de eerste twee prequels van Star Wars.
Jamie draagt altijd een zwarte baret en een wit overhemd. Dit, samen met zijn walrussnor en diepe stem, maakt hem een van de meest herkenbare personages in de show. Deze eigenschappen zijn ook vaak de bron van grappen door andere medewerkers. Jamie heeft een lichte vorm van hoogtevrees. Verder staat hij bekend om het feit dat hij erg gesteld is op hygiëne. Dit is onder andere te zien aan een bordje in zijn werkplaats met de woorden "Clean up or Die", vrij vertaald: "maak schoon of sterf".
Jamie Hyneman is getrouwd en heeft geen kinderen.

## Filmografie
Jamie Hyneman heeft meegewerkt aan de volgende films en televisieseries:
- Beyond Tomorrow (2006)
- Late Show with David Letterman (2005)
- The Matrix Revolutions (2003)
- The Matrix Reloaded (2003)
- MythBusters (2002-2016)
- Star Wars: Episode II: Attack of the Clones (2002)
- Battlebots (2000)
- Star Wars: Episode I: The Phantom Menace (1999)
- The Ketchup and Mustard Man (1994)
- Naked Lunch (1991)
- Arachnophobia (1990)
- Rude Awakening (1989)
- Top Gun (1986)

- Gemeinsame Normdatei: 1054157863
- International Standard Name Identifier: 0000 0004 3658 0393
- Virtual International Authority File: 310508582
- WorldCat: E39PBJbRh79kVbrRT4TVRQjXBP